# Can’t Slow Down
Can’t Slow Down jest drugim solowym albumem amerykańskiego wokalisty Lionela Richiego.

## Lista utworów
1. "Can’t Slow Down" (David Cochrane, Richie) – 4:43
2. "All Night Long (All Night)" (Richie) – 6:25
3. "Penny Lover" (Brenda Harvey Ritchie, Richie) – 5:35
4. "Stuck On You" (Richie) – 3:15
5. "Love Will Find A Way" (Greg Phillinganes, Richie) – 6:16
6. "The Only One" (David Foster, Richie) – 4:24
7. "Running With the Night" (Richie, Cynthia Weil) – 6:02
8. "Hello" (Richie) – 4:11